# Hoya crassicaulis
Hoya crassicaulis ist eine Pflanzenart der Gattung der Wachsblumen (Hoya) aus der Unterfamilie der Seidenpflanzengewächse (Asclepiadoideae).

## Merkmale
Die epiphytisch wachsende, windende Pflanze hat im Querschnitt runde, kahle Triebe mit einem maximalen Durchmesser von 5 mm. Sie sind stark verzweigt, gelblich braun gefärbt und leicht verholzt. Die Blätter bestehen aus 1,5 bis 5 cm langen, dick-fleischigen, kahlen Stielen mit einer Längsrinne an der Unterseite. Die Blattspreiten sind elliptisch bis länglich-elliptisch geformt und erreichen eine Länge von 73 bis 147 Millimetern bei einer Breite von 32 bis 57 Millimetern. Sie sind ledrig und kahl, die Oberseite ist stark glänzend. Die Basis ist breit keilförmig, gerundet oder schwach herzförmig. Der Apex ist stark zurück gebogen, der Rand häufig etwas eingerollt.
Der kugelige Blütenstand weist mit 60 bis 125 Blüten eine vergleichsweise sehr hohe Anzahl von Blüten auf. Der ockerbraune Blütenstandstiel ist aufsteigend und bis ca. 5 cm lang. Er ist drüsig oder mit winzigen Papillen besetzt. Die blass gelblichbraunen Blütenstiele sind fadenförmig und 1,5 bis 2,5 cm lang. Die schmal länglichen Kelchblätter sind bis 1,5 mm lang und laufen spitz aus. Sie sind zu den Spitzen hin rötlich braun gefärbt und außen kahl oder schwach bewimpert. Die tiefgelb gefärbte Blütenkrone hat einen Durchmesser von etwa einem Zentimeter. Die kahlen Kronblattzipfel sind rhombisch-eiförmig und spitz; sie sind stark zurück gebogen und rötlich gefärbt. Die flache, weißliche Nebenkrone misst 4 mm im Durchmesser und ist 2 mm hoch. Die Zipfel der staminalen Nebenkrone sind eiförmig-länglich. Der äußere Fortsatz ist spitz, der innere Fortsatz ebenfalls spitz, aber auf der Oberseite mit einem schwachen Kiel.
Die paarigen Früchte sind 9 bis 12 cm lang und 0,4 cm im Durchmesser. Die flachen, blassbraunen Samen sind 3 bis 5 mm lang und besitzen einen schmutzig weißen Haarschopf. Die Blüten riechen scharf würzig.

## Geographische Verbreitung und Habitat
Hoya crassicaulis kommt auf den Inseln Luzon und Panay (Philippinen) vor (Kloppenburg). Elmer fand den Holotyp in 250 Fuß (76 Meter) über Meereshöhe. Nach Co's Digital Flora of the Philippines soll Hoya crassicaulis aber ein Endemit von Luzon sein.

## Taxonomie
Das Taxon wurde bereits 1938 von Adolph Daniel Edward Elmer erstmals publiziert. Allerdings war seine Beschreibung nicht konform mit dem Internationalen Code der Nomenklatur für Algen, Pilze und Pflanzen und daher ungültig. Dale Kloppenburg validierte das Taxon 1995. Der Typenfundort ist auf der Insel Luzon. Schon 1986 stellte Christine M. Burton das illegitime Taxon Hoya crassicaulis in die Synonymie von Hoya incrassata. Dieser Synonymisierung sind jedoch spätere Autoren nicht gefolgt. Hoffmann et al. führen Hoya crassicaulis als gültiges Taxon, ebenso Siar et al. und Villareal & Buot. Auch Co's Digital Flora of the Philippines hält beide Arten für gültige Taxa.
Der Holotyp und Elmer's Originalmaterial wird im Research Centre for Biology in Cibinong (Indonesien) #14440 1915 Elmer und in Berkeley, Kalifornien (UC, 2/A) aufbewahrt.
Nach Kloppenburg (2016) kann die Art in zwei Unterarten unterteilt werde;
- Hoya crassicaulis subsp. capazensis Kloppenb., Panay, Philippinen, die Unterart unterscheidet sich durch die Pollinien, die etwas andere Proportionen wie die Nominatunterart haben.[6]
- Hoya crassicaulis subsp. crassicaulis Elmer ex Kloppenb.